# Shinanomachi

Shinanomachi est un quartier dans l'arrondissement de Shinjuku à Tokyo au Japon. La station principale dans ce quartier est la gare de Shinanomachi sur la ligne Chūō-Sōbu du réseau JR East.

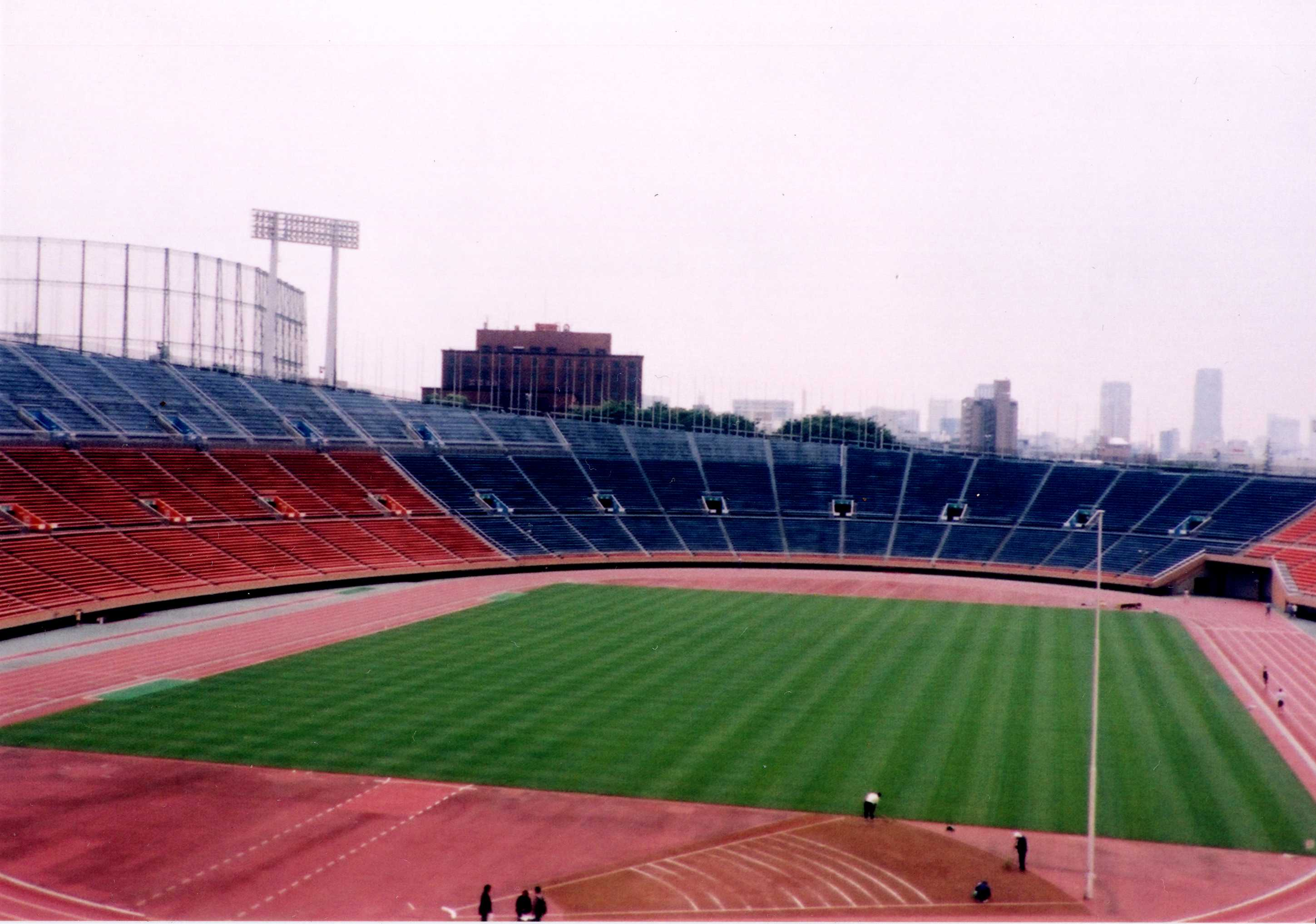
Stade olympique national, Tokyo

## Environs
- Centre hospitalier de l'université Keiō
- Sōka Gakkai quartiers généraux
- Stade olympique national
- Stade Meiji-Jingu (Tokyo Yakult Swallows)